# 4802 Khatchaturian
4802 Khatchaturian è un asteroide della fascia principale. Scoperto nel 1989, presenta un'orbita caratterizzata da un semiasse maggiore pari a 2,2184139 UA e da un'eccentricità di 0,2113822, inclinata di 0,74403° rispetto all'eclittica.